# Dasyatis colarensis
Dasyatis colarensis är en rockeart som beskrevs av Santos, Gomes och Patricia Charvet-Almeida 2004. Dasyatis colarensis ingår i släktet Dasyatis och familjen spjutrockor. IUCN kategoriserar arten globalt som sårbar. Inga underarter finns listade i Catalogue of Life.